# 特雷納冰川
72°34′S 167°29′E / 72.567°S 167.483°E
特雷納冰川（英語：Trainer Glacier），是南極洲的冰川，位於維多利亞地的博克格雷溫克海岸，處於魯道夫冰川以西13公里，最終注入特拉法爾加冰川，美國地質調查局根據測量和該國海軍的空中照片繪入地圖，現時由南極條約體系管理。